# آیمس گرین
آیمس گرین (به انگلیسی: Aimes Green) یک آبادی در بریتانیا است که در اسکس واقع شده‌است.